# Tanzanias arbetarparti
Tanzanias arbetarparti (en. Tanzania Labour Party, ) är ett politiskt parti i Tanzania. Det har 3 platser av 269 i landets parlament. Dess kandidat, Augustine Lyatonga Mrema, fick 7,8 % av rösterna vid presidentvalet 2000.